# Municipio de Zion (Minnesota)
El municipio de Zion (en inglés: Zion Township) está ubicado en el condado de Stearns, en el estado de Minnesota (Estados Unidos).

## Geografía
El municipio de Zion se encuentra ubicado en las coordenadas 45°26′55″N 94°41′30″O / 45.44861, -94.69167. Según la Oficina del Censo de los Estados Unidos, tiene una superficie total de 91,86 km², de la cual 91,81 (99,95%) corresponden a tierra firme y 0,05 (0,05%) a agua.

## Demografía
Según el censo de 2010, el municipio de Zion estaba habitado por 335 personas y su densidad de población era de 3,65 hab/km². El 99,7% de los habitantes eran blancos y el 0,3% pertenecían a dos o más razas. Además, del total de la población, el 1,79% eran hispanos o latinos de cualquier raza.